# 逢魔時刻
逢魔時（おうまがとき），或大禍時（おおまがとき），即黃昏時刻，此時天色漸暗，晝夜交錯，在日本文化中被說是會遭逢災禍，或是容易遇到魔物（妖怪、幽靈）的時刻。

## 概述
如同字面意義，逢魔時刻即是遭遇魔物之時，此時的人容易遇見不存在於現世之物。日本的神道教信仰中，將世界分為現世（即現實世界）和隱世（死後的世界），並相信自然界中兩樣不同東西的交界處或世景物驟然變化的地方能連結現世和隱世，如山河之間、瀑布、鎮守之森、神籬、海市蜃樓，而位於白天和黑夜之間的時間交界處的黃昏也是其中之一，因此在黃昏的逢魔時刻也被認為容易遇到魔物。

## 字源
原字為大禍時（おほまがどき），由於天色由橘紅變為紫黑，被當時的人稱為不詳的時間（禍々しい（まがまがしい）時）而得名。漢字逢魔則為後人因其文化意義訛誤所加：音近；取自中的ま音。